# 新声会
新声会 (しんせいかい) は作曲家と演奏家の共同団体として1946年に発足した音楽家グループ。作品発表を続けたが、1949年には作曲家だけのグループになり、1950年まで続いた。

## 概要
1946年2月21日、柴田南雄の主唱により作曲家と演奏家が協力して芸術を発展向上させるという趣旨で新声会が発足した。3月16日には第1回試演会を開催する。当初のメンバー (同人) は作曲家が團伊玖磨、入野義郎 (義朗)、宮城 (小野) 衛、柴田南雄、繁田裕司 (三木鶏郎)、演奏家が青山三郎 (Pf)、粕谷真央 (Vc)、須賀靖和 (Bar)、戸田敏子 (Mz)であった。作曲家は全員が諸井三郎の弟子である。後に作曲家の中田喜直、畑中良輔、石桁真礼生、筒井秀武、および演奏家も複数人参加したが、1949年以降は作曲家だけのグループになった。1949年以降の同人は入野義郎、柴田南雄、宮城衛、戸田邦雄、中田喜直、畑中良輔、別宮貞雄、石桁真礼生の8名である。

## 演奏会
同人は頻繁に自作品発表の試演会を開催し、また特別演奏会としてシューマンやショパンの作品演奏を集中して行った。第4回試演会では同人以外の作曲家も多く参加した。1949年以降は「作品発表会」と銘打った演奏会を開催した。新声会の行った演奏会は次の通り。

### 第1回試演会
1946年3月16日　上智学院クルトゥール・ハイム
- 柴田南雄：『ピアノ変奏曲』
- 入野義郎：『チェロ奏鳴曲』
- 柴田南雄：『渡る日の』万葉集、『扁舟歌』三好達治詩
- 繁田裕司：『貝殻』三好達治詩
- 宮城衛：『絃楽三重奏曲』

他

### 第2回試演会
1946年5月18日　上智学院クルトゥール・ハイム
- 柴田南雄：『3つの歌曲』立原道造詩
- 宮城衛：『弦楽三重奏』
- 團伊玖磨：『5つの断章』北原白秋詩

他

### 新声会第1回特別演奏会「シューマンの作品による歌とピアノ」
1946年6月22日　飛行館
- 略

### 第3回試演会
1946年9月14日　文部省内試写室
- 中田喜直：『バラード』
- 石桁真礼生：『小径』『笛を吹く女』『みぞれの降る小さな町』『小さい命』
- 清水脩：『抒情曲集』より

他

### 第4回試演会
1946年10月12日　文部省試写室
- 安部幸明：『時無草』
- 高田信一：『4つの短い詩』
- 高田三郎：『蝉』『馬車』
- 小倉朗：『ピアノ・ソナチネ』
- 橋本國彦：『夜曲』
- 高木東六：『窓白い小窓』
- 平井保喜 (康三郎) ：『梨の花』
- 山田耕筰：『〈夜明け〉より』
- 山田和男 (一雄) ：『ピアノソナチネ』『夜曲』
- 石渡日出夫：『母の幸』
- 小松清[6][7]：『富士の頂にて』
- 團伊玖磨：『6つの子供の歌』
- 清水脩：『バラード』『舞踊組曲〈高原の詩〉』
- 長谷川良夫：『秋の歌』

### 第5回試演会
1946年12月21日　文部省試写室 (開催されず)

### 新声会第2回特別演奏会「ショパンの作品によるピアノと室内楽」
1947年6月8日　東京音楽学校奏楽堂
- 略

### 第5回オーディション
1947年7月5日　文部省試写室
- 畑中良輔：『花林 (マルメロ)』杉浦伊作詩、『海浜独唱』室尾犀星詩、『キリエ』『アグヌスデイ』『抒情的前奏曲』
- 筒井秀武：『ノクテュルヌ』『小譚詩曲』
- 中田喜直：『6つの子どもの歌』西条八十他
- 入野義郎：『フルートのためのソナチネ』[8]
- 石桁真礼生：『4つの前奏曲』
- 柴田南雄：『序の歌』他 島崎藤村詩

### 第6回試演会
1947年12月11日　毎日ホール
- 筒井秀武：『バラード』『ノクテュルヌ』
- 繁田裕司：『岩ばしる』万葉集より、『初恋』島崎藤村詩、『うみべ』佐藤春夫詩、『貝殻』三好達治詩
- 畑中良輔：『プレリュード』、『採花』松田祐宏詩、『海浜独唱』室尾犀星詩、『花林 (マルメロ)』杉浦伊作詩
- 入野義郎：『いちぢくの葉』『朝の歌』中原中也詩
- 石桁真礼生：『ピアノソナタ』
- 宮城衛：『弦楽三重奏曲』
- 中田喜直：『6つの子どもの歌』西条八十他、『第1バラード』
- 柴田南雄：『〈富士山〉四章』草野心平詩、『古典組曲ト長調』

### 第8回［第7回］作品発表会
1949年1月19日　毎日ホール
- 宮城衛：『五重奏曲』
- 中田喜直：『歌曲集〈海四章〉』三好達治詩、『第3譚詩曲』
- 石桁真礼生：『弦楽四重奏曲嬰へ』
- 柴田南雄：『歌曲集〈優しき歌〉』立原道造詩
- 戸田邦雄：『ピアノ三重奏曲ニ短調』
- 別宮貞雄：『歌曲集〈淡彩抄〉』大木惇夫詩
- 入野義郎：『ピアノ三重奏曲第1番』

### 第9回［第8回］作品発表会
1949年12月11日　毎日ホール
- 宮城衛：『絃楽四重奏曲ホ調』
- 柴田南雄：『歌曲集〈富士山〉』草野心平詩
- 畑中良輔：『ピアノの爲の9つの前奏曲』[9]
- 別宮貞雄：『歌曲集〈海四章〉』三好達治詩
- 中田喜直：『すずしきうなじ』三好達治詩、『鉛の腕』中桐雅夫詩、『歌曲集〈四季の歌〉』畑中良輔詩
- 石桁真礼生：『チェロソナタ ホ調』

### 第10回作品発表会
1950年5月31日　読売ホール
- 戸田邦雄：『〈Miserere mei, Domine〉と〈Dona nobis pacem〉による無伴奏8声部二重合唱曲』
- 中田喜直：『4つの歌曲』福永武彦他詩
- 石桁真礼生：『チェロソナタ第2番イ調』
- 別宮貞雄：『クープランの主題による15変奏曲』
- 畑中良輔：『葎』釈迢空詩、『小さい家』秋谷豊詩、『八木重吉の5つの詩』
- 入野義郎：『絃楽六重奏曲』

## 評価
1949年1月19日の新声会第8回 (実際は第7回) 作品発表会で演奏された戸田邦雄『ピアノ三重奏曲ニ短調』、入野義郎『ピアノ三重奏曲第1番』は、第17回音楽コンクールの室内楽部門に入賞している。またこの作品発表会により、新声会同人は同年11月に第1回毎日音楽賞を受賞した。さらに1950年5月31日の第10回作品演奏会で演奏された入野義郎『絃楽六重奏曲』は、第2回毎日音楽賞を受賞した。
同時代には清瀬保二、松平頼則、早坂文雄らの「新作曲派協会」や、平尾喜四男、安部幸明らの「地人会」といった作曲家グループが作られていた。「新作曲派協会」は民族派とも呼ばれたのに対し、「新声会」は西欧派、アカデミストとも称され、「地人会」はその中間とも位置付けられていた。